# Opomydas townsendi
Opomydas townsendi is een vliegensoort uit de familie Mydidae. De wetenschappelijke naam van de soort is, geplaatst in het geslacht Ectyphus, voor het eerst geldig gepubliceerd in 1898 door Williston.
De soort komt voor in de Verenigde Staten.